# Pseudofusicoccum ardesiacum
Pseudofusicoccum ardesiacum är en svampart som beskrevs av Pavlic, T.I. Burgess & M.J. Wingf. 2008. Pseudofusicoccum ardesiacum ingår i släktet Pseudofusicoccum och familjen Botryosphaeriaceae.   Inga underarter finns listade i Catalogue of Life.